# György Cziffra
György Cziffra (mađarski Cziffra György  [ˈt͡sifrɒ ˈɟørɟ]; 5. studenog 1921. – 15. siječnja 1994.), poznat i kao Georges Cziffra i George Cziffra, bio je mađarski pijanist virtuoz i skladatelj. Smatra ga se jednim od najvećih pijanista svih vremena. Među njegove učitelje ubraja se i Istvan Toman, omiljeni učenik Franza Liszta.
Godine 1968. postao je građanin Francuske. Poznat je po snimkama skladba Franza Liszta, Frédérica Chopina i Roberta Schumanna, te također po svojim tehnički zahtjevnim aranžmanima za glasovir nekoliko orkestralnih skladbi – između ostaloga, Bumbarova leta Nikolaja Rimski-Korsakova i valcera Na lijepom plavom Dunavu Johanna Straussa mlađeg.

## Mladost
Cziffra je rođen u siromašnoj obitelji u Budimpešti 1921. U svojim je memoarima Cziffra oca opisao kao "umjetnika u kabaretu". Roditelji su mu živjeli u Parizu do Prvog svjetskog rata, kada su protjerani kao strani neprijatelji.
Prve vježbe na glasoviru započeo je gledajući sestru kako svira. Ona je odlučila da će naučiti svirati glasovir nakon što je pronašla posao koji je omogućio da uštedi dovoljno novca kako bi kupila pianino. Cziffra, koji je kao dijete bio slabašan, često je promatrao svoju sestru kako vježba i oponašao ju. Učio je bez notnoga zapisa, ponavljajući melodije koje su pjevali njegovi roditelji i improvizirajući na njih. Kasnije je zarađivao izvodeći improvizacije popularne glazbe u mjesnome cirkusu.
Godine 1930. Cziffra je počeo studirati na Glazbenoj akademiji Franza Liszta pod mentorstvom Erna Dohnanyija do 1941., kada je unovačen u mađarske oružane snage. Odradio je brojne koncert u Mađarskoj, Skandinaviji i u Nizozemskoj.

## Odraslo razdoblje
Mađarska je bila saveznica Sila Osovine tijekom Drugog svjetskog rata. Cziffra se upravo bio oženio, Soleikom, trudnom u trenutku kada je on postao vojni ročnik. Njegova je postrojba poslana na rusku frontu. Uhitili su ga i zarobili ruski partizani. Nakon rata zarađivao je svirajući po budimpeštanskim barovima i klubovima, te na turnejama s European Jazz bandom od 1947. – 1950., stekavši ugled izvanrednog džez pijanista i virtuoza.
Nakon što je pokušao prebjeći iz komunističke Mađarske, 1950. iznova je postao zatvorenik i poslan je na prisilni rad 1950. – 1953. Cziffra je sa suprugom i sinom 1956. pobjegao u Beč, gdje je njegov recital toplo dočekan. Iduće je godine imao uspješan debi u Parizu, a londonski debi imao je u Royal Festival Hallu. Karijeru je nastavio izvodeći koncerte diljem Europe i u Sjedinjenim Američkim Državama.
Cziffra je uvijek svirao sa širokom kožnom trakom na ručnome zglobu. Ona je služila kao potpora zglobnim ligamentima koje je ozlijedio kada je bio prisiljen nositi preko 55 kilograma betona uz stubište u visini od šest katova tijekom dvije godine provedene u radnom logoru.
U svojoj autobiografiji, naslovljenoj Topovi i cvijeće, opisanoj kao "halucinantno putovanje kroz uskraćenost, priznatost, neprijateljstvo i osobnu tragediju", Cziffra se prisjeća svoje životne priče do 1977. Godine 1966. utemeljio je La Chaise-Dieu festival glazbe u Auvergneu, a tri godine kasnije započeo je klavirsko natjecanje nazvano po njemu u Versaillesu. Godine 1968. postao je francuski državljanin i promijenio je ime u 'Georges'. Godine 1977. utemeljio je Cziffra Foundation, sa sjedištem u kapeli Saint Frambourg u mjestu Senlis, departman Oise. Kupio ju je i obnovio s ciljem pomaganja mladim glazbenika u pokretanju karijere.
Cziffrin sin, György Cziffra mlađi, bio je profesionalni dirigent i sudjelovao je u izvođenju nekoliko koncerata i stvaranju nekoliko snimaka svojega oca. Međutim, njegova obećavajuća karijera naprasno je prekinuta njegovom smrću prilikom požara u stanu 1981. Cziffra nikada više nije nastupao niti snimao s orkestrom, a neki su kritičari ustvrdili kako je taj teški životni udarac utjecao na kvalitetu njegove izvedbe.
Cziffra je umro u Longpont-sur-Orgeu, departman Essonne u Francuskoj, u dobi od 72 godine, od infarkta miokarda, posljedice niza komplikacija uzrokovanih rakom pluća. 
Godine 2016. snimljen je film o Cziffrinu životu "A Virtuóz".

## Popis skladbi